# Префектура Фукуока
Префекту́ра Фукуо́ка (яп. 福岡県, ふくおかけん, МФА: [ɸu̥kuoka keɴ]?) — префектура в Японії, в регіоні Кюшю.  Розташована в північній частині острова Кюсю. Адміністративний центр префектури — Фукуока. Межує з префектурами Саґа, Кумамото, Ойта, а також Ямаґуті та Наґасакі по морю. Заснована 1871 року на основі провінцій Чікудзен та Чікуґо. Площа становить 4977,24 км². Станом на 1 липня 2012 року в префектурі мешкало 5 083 050 осіб. Густота населення складала 1020 осіб/км². Основою економіки є машинобудування, комерція, туризм. 

## Транспорт
- Аеропорт Кіта-Кюсю (Кіта-Кюсю)
- Аеропорт Фукуока (Фукуока)